# انتخابات الرئاسة اليونانية 2005
انتخابات الرئاسة اليونانية هي الانتخابات الرئاسية غير المباشرة التي عُقدت في 8 فبراير 2005 من قبل البرلمان اليوناني.
جريا بالتزكية، انتخب مخضرم حزب الحركة الاشتراكية اليونانية السياسي ووزير الخارجية اليونانية الاسبق كارولوس بابولياس من الاقتراع الأول ب279 صوت , 163 صوت من حزب الديمقراطية الجديدة) و مدعوما ب 144 صوت من حزب الحركة الاشتراكية اليونانية و مستقلين اثنين و 4 اصوات غائبة بينما 17 صوت من سيريزا والحزب الشيوعي اليوناني صوتوا بالحضور.
أدى اليمين الدستورية في 12 مارس 2005، خلفا لكوستاس ستيفانوبولوس.